# Рујковац
Рујковац је насеље у Србији у општини Медвеђа у Јабланичком округу. Према попису из 2022. било је 137 становника.
Овде се налазе Запис три храста - јужни (Рујковац), Запис три храста - средњи (Рујковац), Запис три храста - северни (Рујковац), Запис крст код базилике (Рујковац) и Запис храст код базилике (Рујковац).

## Демографија
У насељу Рујковац живи 218 пунолетних становника, а просечна старост становништва износи 48,0 година (46,9 код мушкараца и 49,2 код жена). У насељу има 109 домаћинстава, а просечан број чланова по домаћинству је 2,45.
Ово насеље је великим делом насељено Србима (према попису из 2002. године), а у последња три пописа, примећен је пад у броју становника.
|  |

| Демографија | Демографија | Демографија |
| Година      | Становника  | Становника  |
| ----------- | ----------- | ----------- |
| 1948.       | 912         |             |
| 1953.       | 993         |             |
| 1961.       | 868         |             |
| 1971.       | 661         |             |
| 1981.       | 511         |             |
| 1991.       | 350         | 347         |
| 2002.       | 267         | 269         |
| 2011.       | 191         |             |
| 2022.       | 137         |             |

| Етнички састав према попису из 2002.‍ | Етнички састав према попису из 2002.‍ | Етнички састав према попису из 2002.‍ | Етнички састав према попису из 2002.‍ | Етнички састав према попису из 2002.‍ |
| ------------------------------------ | ------------------------------------ | ------------------------------------ | ------------------------------------ | ------------------------------------ |
|                                      |                                      |                                      |                                      |                                      |
| Срби                                 | Срби                                 |                                      | 265                                  | 99,25%                               |
| Русини                               | Русини                               |                                      | 1                                    | 0,37%                                |
| Роми                                 | Роми                                 |                                      | 1                                    | 0,37%                                |

| Година пописа     | 1948. | 1953. | 1961. | 1971. | 1981. | 1991. | 2002. |
| ----------------- | ----- | ----- | ----- | ----- | ----- | ----- | ----- |
| Број домаћинстава | 146   | 169   | 177   | 168   | 162   | 138   | 109   |

| Број чланова      | 1  | 2  | 3  | 4  | 5 | 6 | 7 | 8 | 9 | 10 и више | Просек |
| ----------------- | -- | -- | -- | -- | - | - | - | - | - | --------- | ------ |
| Број домаћинстава | 31 | 44 | 12 | 11 | 3 | 5 | 2 | 0 | 1 | 0         | 2,45   |

| Пол    | Укупно | Неожењен/Неудата | Ожењен/Удата | Удовац/Удовица | Разведен/Разведена | Непознато |
| ------ | ------ | ---------------- | ------------ | -------------- | ------------------ | --------- |
| Мушки  | 114    | 26               | 76           | 11             | 1                  | 0         |
| Женски | 115    | 12               | 75           | 28             | 0                  | 0         |
| УКУПНО | 229    | 38               | 151          | 39             | 1                  | 0         |

| Пол    | Укупно                    | Пољопривреда, лов и шумарство | Рибарство                            | Вађење руде и камена | Прерађивачка индустрија       |
| ------ | ------------------------- | ----------------------------- | ------------------------------------ | -------------------- | ----------------------------- |
| Мушки  | 33                        | 12                            | 0                                    | 2                    | 1                             |
| Женски | 19                        | 11                            | 0                                    | 0                    | 0                             |
| УКУПНО | 52                        | 23                            | 0                                    | 2                    | 1                             |
| Пол    | Производња и снабдевање   | Грађевинарство                | Трговина                             | Хотели и ресторани   | Саобраћај, складиштење и везе |
| Мушки  | 0                         | 3                             | 3                                    | 0                    | 0                             |
| Женски | 0                         | 0                             | 1                                    | 0                    | 0                             |
| УКУПНО | 0                         | 3                             | 4                                    | 0                    | 0                             |
| Пол    | Финансијско посредовање   | Некретнине                    | Државна управа и одбрана             | Образовање           | Здравствени и социјални рад   |
| Мушки  | 0                         | 0                             | 1                                    | 1                    | 1                             |
| Женски | 0                         | 0                             | 0                                    | 1                    | 1                             |
| УКУПНО | 0                         | 0                             | 1                                    | 2                    | 2                             |
| Пол    | Остале услужне активности | Приватна домаћинства          | Екстериторијалне организације и тела | Непознато            | Непознато                     |
| Мушки  | 0                         | 0                             | 0                                    | 9                    | 9                             |
| Женски | 1                         | 0                             | 0                                    | 4                    | 4                             |
| УКУПНО | 1                         | 0                             | 0                                    | 13                   | 13                            |